# یاری متقابل
یاری متقابل (انگلیسی: Mutual aid) یک شیوهٔ سازمان‌یابی است که در آن مبادلهٔ داوطلبانه و مبتنی بر همکاری منابع و خدمات در راستای منافع مشترک در میان اعضای یک جامعه به منظور فائق آمدن بر موانع اجتماعی، اقتصادی و سیاسی و رسیدن به نیازهای مشترک صورت می‌گیرد. این منابع می‌توانند در قالب غذا، لباس یا دارو خدمات بهداشتی و آموزشی باشند.
در این شیوه منابع بدون پیش‌شرط به اشتراک گذاشته می‌شوند، بر خلاف شیوهٔ خیریه‌ای که در آن شرایط مشخصی برای دریافت کمک وجود دارند. گروه‌های مبتنی بر یاری متقابل معمولا فراتر از نیازهای مادی و مبادلهٔ خدمات به چهارچوبی برای مشارکت سیاسی تبدیل می‌شوند.